# Motocicleta naked

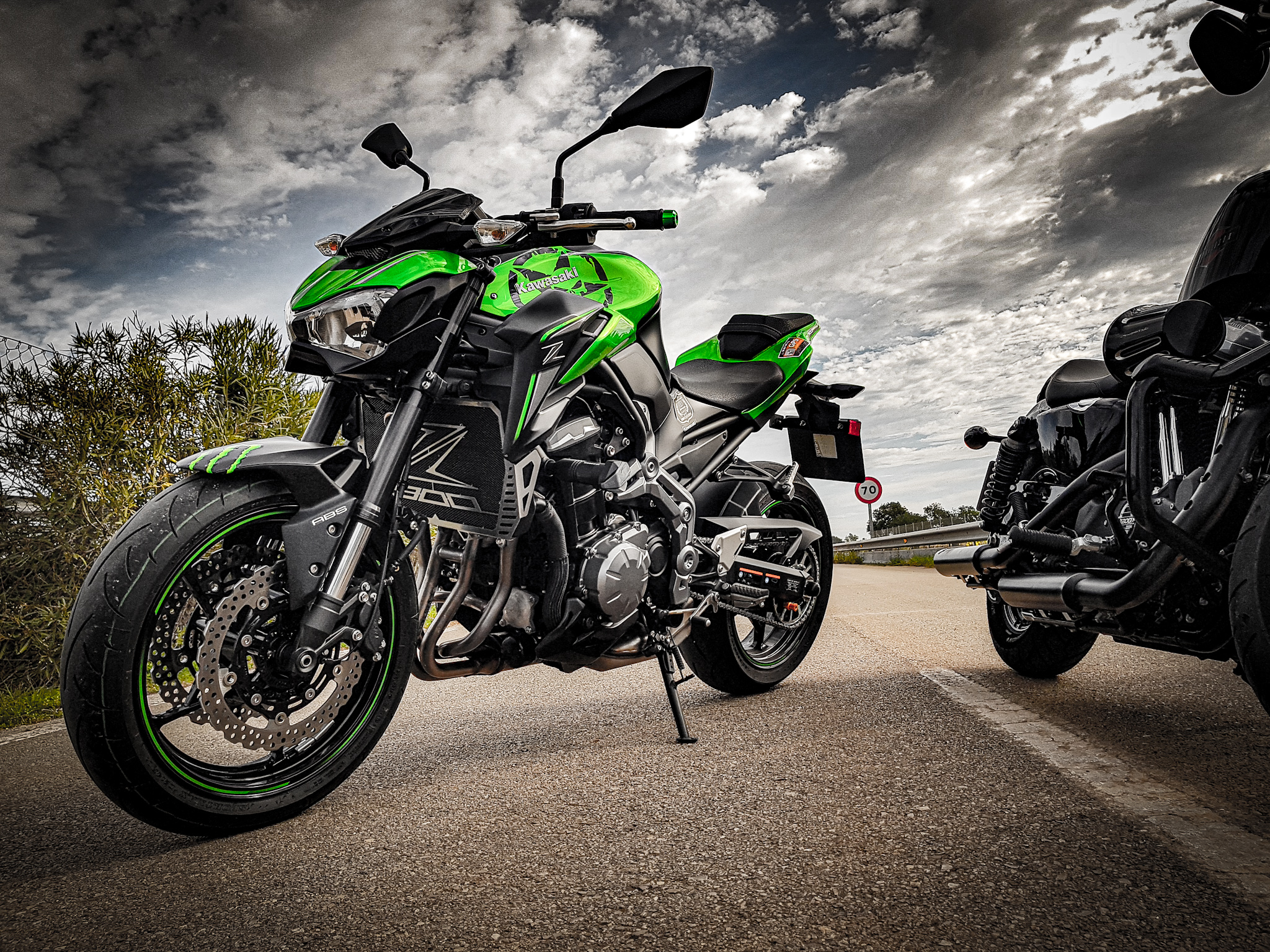
Kawasaki Z900 2018 4 Cilindros en línea 125Cv

Una motocicleta naked (traducido del inglés como desnuda) es una motocicleta normalmente deportiva o superbike que carece de carenado. Por lo que gran parte de su mecánica está al descubierto y, por tanto, es bastante más manejable y polivalente que una motocicleta deportiva al uso, aunque tiene peor resistencia aerodinámica.
Las primeras motocicletas de la historia carecían de carenado, aunque no recibían dicho nombre. Con el tiempo, la tecnología hizo que se implementaran carenados para mejorar el rendimiento aerodinámico. No fue hasta finales de los años 80, con el lanzamiento de la Suzuki GSF400 Bandit, cuando surgió una moda de motocicletas modernas de corte deportivo sin carenado nuevamente, y se acuñó el término naked.
Cabe señalar que las Streetfighter son naked que originariamente eran adaptadas por los propios usuarios, a diferencia de las que comenzaron a salir de fábrica con un estilo deportivo sin carenado como la mencionada Suzuki GSF400 Bandit, o la Ducati Monster ya en 1993.

## Generalidades
La mayoría de las marcas, como Aprilia, BMW, Ducati, Kawasaki, Yamaha, Bimota, KTM, Suzuki, Honda, Bajaj, TVS, Triumph, Benelli, Hyosung, etc., cuentan con este tipo de motocicletas en sus catálogos; son más ágiles y polivalentes que las denominadas "RR", aunque al carecer de carenado sufre más el piloto por el efecto del viento directo.